# Ortoiroïde
La culture ortoiroïde est celle des premiers humains à avoir peuplé les Caraïbes. On pense que les Ortoiroïdes sont originaires de la vallée de l'Orénoque dans le nord de l'Amérique du Sud et qu'ils ont migré au travers des Antilles depuis Trinité-et-Tobago jusqu'à Porto Rico.

## Étymologie
Le terme « Ortoiroïde » provient du nom du site archéologique d'Ortoire (en), un amas coquillier au Sud-Est de Trinité. Les Ortoiroïdes ont aussi été appelés Banwaroïdes, en référence au site de Banwari Trace (en) à Trinité.

## Historique
Selon la théorie d'Irving Rouse, les Ortoiroïdes vécurent longtemps en Amérique du Sud avant de migrer vers les Antilles.
D'après les datations par le carbone 14, les plus anciennes traces de peuplement remontent à 5230 ans av. J.-C. à Trinidad et à 190 apr. J.-C. à Porto Rico.
Les Ortoiroïdes sont considérés comme les premiers habitants de l'archipel de Porto Rico.
Ils furent repoussés des Antilles par les Saladoïdes.

## Modes de vie
La majorité des sites archéologiques concernant les Ortoiroïdes ont été trouvés près des côtes. Les restes de crustacés et de mollusques qu'on y a découverts semblent indiquer que cela constituait une part importante de leur régime alimentaire.